# Cattleya perrinii
Cattleya perrinii är en orkidéart som beskrevs av John Lindley. Cattleya perrinii ingår i släktet Cattleya och familjen orkidéer. Inga underarter finns listade i Catalogue of Life.

## Bildgalleri

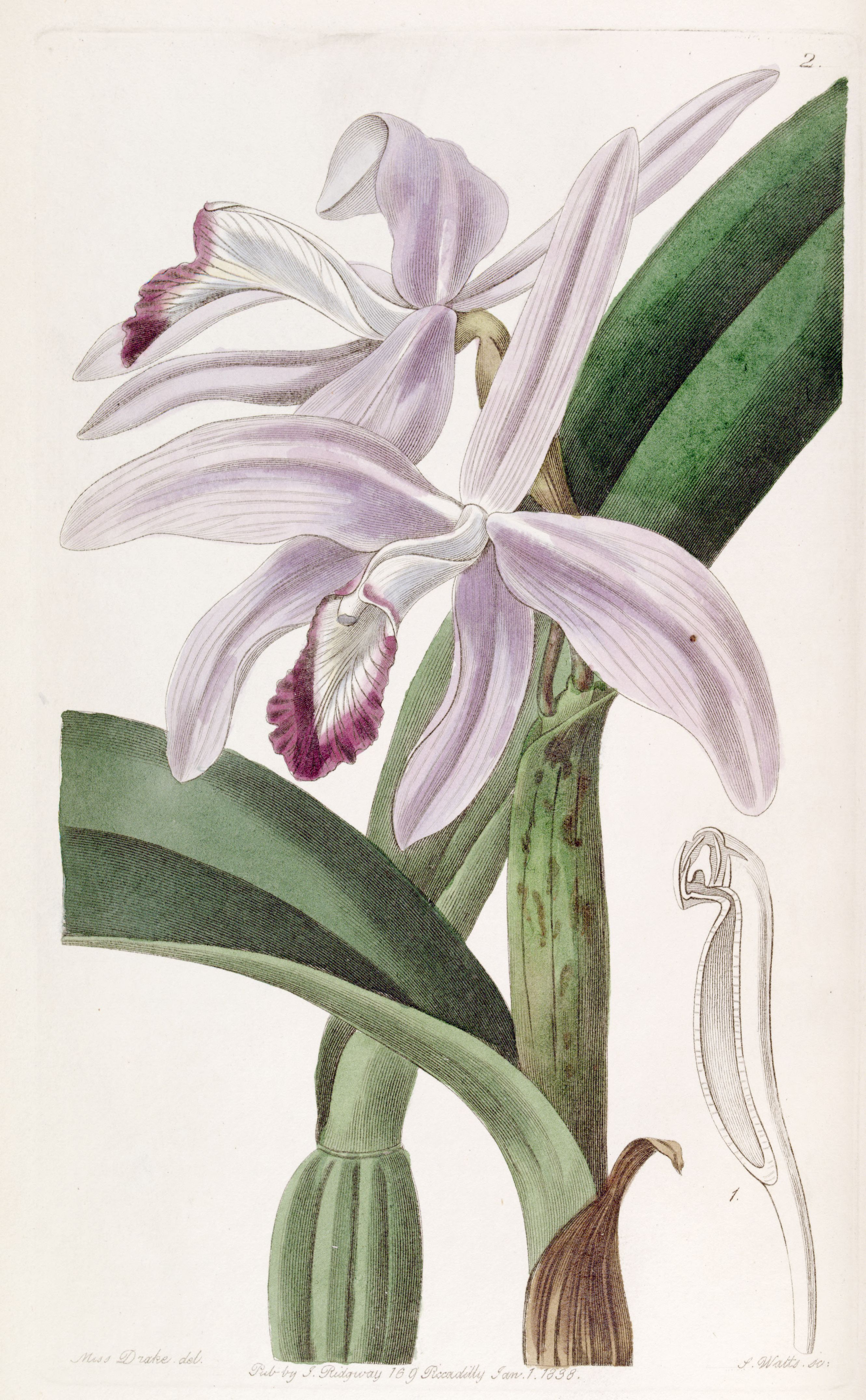